# Cherry Capital Airport

i7
i11
i13
Der Cherry Capital Airport (IATA-Code: TVC, ICAO-Code: KTVC) ist ein öffentlicher Flughafen im US-amerikanischen Traverse City, Michigan. 

## Geschichte
Der Flughafen Traverse City wurde im April 1940 eröffnet. Im Herbst 2004 wurde das alte Terminal durch einen Neubau ersetzt und durch einen American-Eagle-Flug eingeweiht. Dieser wurde durch ein stetiges Wachstum notwendig.

## Fluggesellschaften
Den Flughafen Traverse City fliegen einige Fluggesellschaften mit Bombardier Canadair Regional Jets an, manchmal kommen auch Mitglieder der Airbus-A320-Familie zum Einsatz. Der Flughafen wird von Fluggesellschaften wie United Express und Delta Airlines bedient.